# Семь дней до Мегиддо
"Семь дней до Мегиддо — роман российского писателя Сергея Лукьяненко в жанре постапокалиптической фантастики, опубликованный в 2021 году. Стал началом трилогии, продолженной романами «Три дня Индиго» и «Месяц за Рубиконом».

## Сюжет
Действие романа происходит в постапокалиптическом будущем, в мире, где Луна взорвана и превратилась в Лунное кольцо с двумя крупными осколками — Дианой и Селеной. Многие люди мутировали. Человеческим миром пытаются управлять две враждующие расы, обладающие суперспособностями. В их безжалостном противостоянии «обычное» человечество оказалось между двух огней, и в самом центре схватки — молодой парень Максим Воронцов.

## Создание и оценки
Роман был написан в начале 2021 года. По словам автора, изначально предполагалось назвать его «Апокалипсис-лайт», а позже — «Три дня индиго», но окончательным стал вариант «Семь дней до Мегиддо». Электронный вариант книги публиковался по частям с начала 2021 года, в книжном формате «Семь дней до Мегиддо» были опубликованы в августе 2021 года. Эта книга стала началом нового цикла, продолженного в том же году романом «Три дня Индиго».
Рецензент «Мира фантастики» охарактеризовал роман как «интригующее начало нового цикла с закрученным сюжетом». По его мнению, Лукьяненко здесь использует свою излюбленную тему: «благородный герой оказывается втянут в конфликт со множеством могущественных сторон, отбивается от врагов, обретает новые способности и заодно философствует о судьбах человечества». При этом идея, которая легла в основу «Семи дней до Мегиддо», «достаточно оригинальна, чтобы не казаться раздражающе вторичной».